# Sphyrna zygaena
Lo squalo martello (Sphyrna zygaena Linnaeus, 1758), conosciuto anche come pesce martello, è un pesce cartilagineo appartenente alla famiglia Sphyrnidae. Può raggiungere i 4 metri di lunghezza. Si tratta di una specie considerata potenzialmente pericolosa per l'uomo.

## Descrizione
La struttura è quella inconfondibile del genere Sphyrna, con la tipica forma del capo espanso in due estensioni laterali piatte e pronunciate, da cui appunto il nome σφυρί, "martello" in greco antico. Occhi e narici sono poste alle estremità di queste appendici. Il margine anteriore del capo è rettilineo o leggermente convesso, elemento che permette la distinzione con altri componenti della famiglia, che presentano invece una rientranza più o meno accentuata al centro. La bocca di forma ogivale è posta sul lato ventrale. I denti sono 13-15 per lato sulla mascella e 12-14 sulla mandibola, e presentano un margine liscio o finemente seghettato ed una forma piatta e triangolare, che da una base ampia diventa più aguzza, inclinandosi da un lato. I denticoli dermici sono approssimativamente circolari e dotati di 3-7 scanalature a seconda delle dimensioni, scanalature che sul margine posteriore diventano prolungamenti appuntiti. Il corpo è snello. Lateralmente si aprono le cinque fessure branchiali. Delle due pinne dorsali triangolari, la prima è di dimensione media, dotata di punta arrotondata, margine posteriore moderatamente concavo e apice posteriore libero, mentre la seconda è ridotta ed arretrata, posta in corrispondenza della pinna anale e più piccola di quest'ultima. Le pinne pettorali sono ben sviluppate, leggermente falcate, come le due pinne ventrali, di dimensioni minori, alla cui base nei maschi si ritrovano gli emipeni. La pinna anale è invece fortemente falcata e con un lungo margine libero. La pinna caudale è quella asimmetrica tipica dell'ordine Carcharhiniformes, con un lobo superiore molto più sviluppato rispetto a quello inferiore.
Il colore è grigio più o meno scuro o bruno-olivastro, talvolta con i bordi delle pinne di colore più scuro, mentre il lato ventrale è più chiaro, bianco lattiginoso o grigio pallido.
Si tratta della seconda specie per dimensioni nel genere Sphyrna, con una lunghezza massima registrata di 4 metri, anche se sono più comuni misurazioni intorno ai 2,5-3,5 metri .

## Distribuzione e habitat
Frequenta le zone tropicali e subtropicali prediligendo in genere acque temperate, anche se la sua presenza è stata segnalata in prossimità dell'equatore. Lo si ritrova nell'Atlantico fino al sud della Gran Bretagna, e dal lato americano fino al Canada, a sud fino alle propaggini meridionali dei due continenti. Nell'Oceano Indiano è segnalato quasi ovunque, così come nel Pacifico. La difficoltà di distinguerlo dalle altre specie rende comunque queste segnalazioni non completamente affidabili. Nel Mediterraneo e Mar Nero, pur non essendo molto comune, rappresenta comunque la specie di Sphyrnidae più facile da incontrare del suo genere.
Vive abitualmente in acque costiere e semipelagiche, entro la piattaforma continentale o presso gli arcipelaghi, rimanendo solitamente in prossimità della superficie, scendendo raramente sotto i 20 metri di profondità, spingendosi talvolta anche vicino a riva. Frequenta baie ed estuari, mostrando la capacità di adattarsi alle acque salmastre, ed in alcuni casi è stato segnalato in acque dolci. 

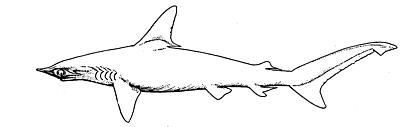
Profilo di S. zygaena

## Biologia
Esistono pochi dati riguardo alle caratteristiche biologiche e alle abitudini di questa specie, malgrado sia tra quelle più comuni e a più ampia diffusione della famiglia Sphyrnidae.

### Comportamento
Lo si può osservare spostarsi solitamente presso la superficie, da solo o in piccoli gruppi, che nel caso di esemplari immaturi possono riunire centinaia di individui. Infaticabile nuotatore, sembra avere l'abitudine di migrare verso acque più fredde durante i mesi estivi, per poi tornare in acque calde nel periodo invernale, e proprio in occasione di questi spostamenti tenderebbe ad associarsi nei tipici assembramenti, osservabili con regolarità sulle coste del Sudafrica e della California.

### Alimentazione
Predatore molto attivo, la sua dieta varia a seconda delle zone frequentate, e comprende molte specie di pesci ossei di branco, cefalopodi, crostacei, altri squali e razze.

### Riproduzione
Si tratta di una specie vivipara placentata. Nel primo periodo embrionale, il nutrimento viene fornito da un sacco vitellino, successivamente si sviluppa una struttura di tipo placentare che nutre il feto fino al momento del parto. La gestazione dura 10-11 mesi. Alla nascita i piccoli, tra i 29 e 37 per ciclo riproduttivo, sono lunghi 50–60 cm. 

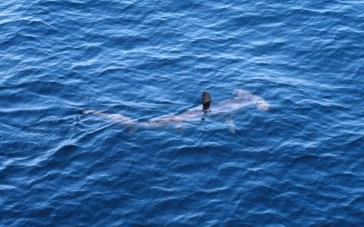
S. zygaena mentre nuota in superficie

## Pesca
Come per tutti gli appartenenti alla famiglia Sphyrnidae, anche le pinne di S. zygaena sono considerate di particolare pregio per la preparazione della tradizionale zuppa tipica dei paesi orientali, per cui viene fatto oggetto di pesca diretta, con reti o ami innescati, nonché di pesca sportiva . Viene inoltre pescato per le carni, di discreto valore commerciale, e per il suo fegato, particolarmente ricco di acidi grassi polinsaturi e vitamina A.

## Pericolosità
La sostanziale impossibilità per quanto riguarda gli appartenenti al genere Sphyrna di poter differenziare con precisione la specie responsabile dei singoli incidenti comporta il fatto che vengano considerati tutti potenzialmente pericolosi per l'uomo. Il numero di attacchi segnalati è comunque basso , e nell'incontro con i subacquei, anche nel caso dei tipici assembramenti periodici, gli individui tendono a mostrare un comportamento timido e per nulla aggressivo.

## Stato di conservazione
Malgrado la prolificità della specie, la pressione dovuta alla pesca intensiva, che elimina spesso gli individui prima del raggiungimento della piena maturità sessuale, pone S. zygaena tra le specie di grandi selachimorpha in serio rischio di sopravvivenza . Dati rilevati negli anni dimostrano infatti una sensibile diminuzione delle catture. Per questo è stato inserito nella lista IUCN tra le specie vulnerabili (VU).
Nel 2013 l'allarme per la diminuzione di questa ed altre specie ha portato i paesi aderenti alla Convenzione sul commercio internazionale delle specie minacciate di estinzione (Cites) all'introduzione dell'obbligo di tracciabilità delle loro carni, norme entrate in vigore nel settembre 2014.